# Téměř ohrožený taxon
Téměř ohrožený (zkratka NT, z anglického Near Threatened) je označení pro stupeň ohrožení, který se přiřazuje taxonům, jež mohou být v blízké budoucnosti ohroženy vyhynutím, ale stále ještě nesplňují podmínky pro zařazení do stupně ohrožený.
V roce 2008 bylo do této kategorie řazeno 3703 taxonů, z toho 2423 živočichů a 1050 rostlin.

## Příklady

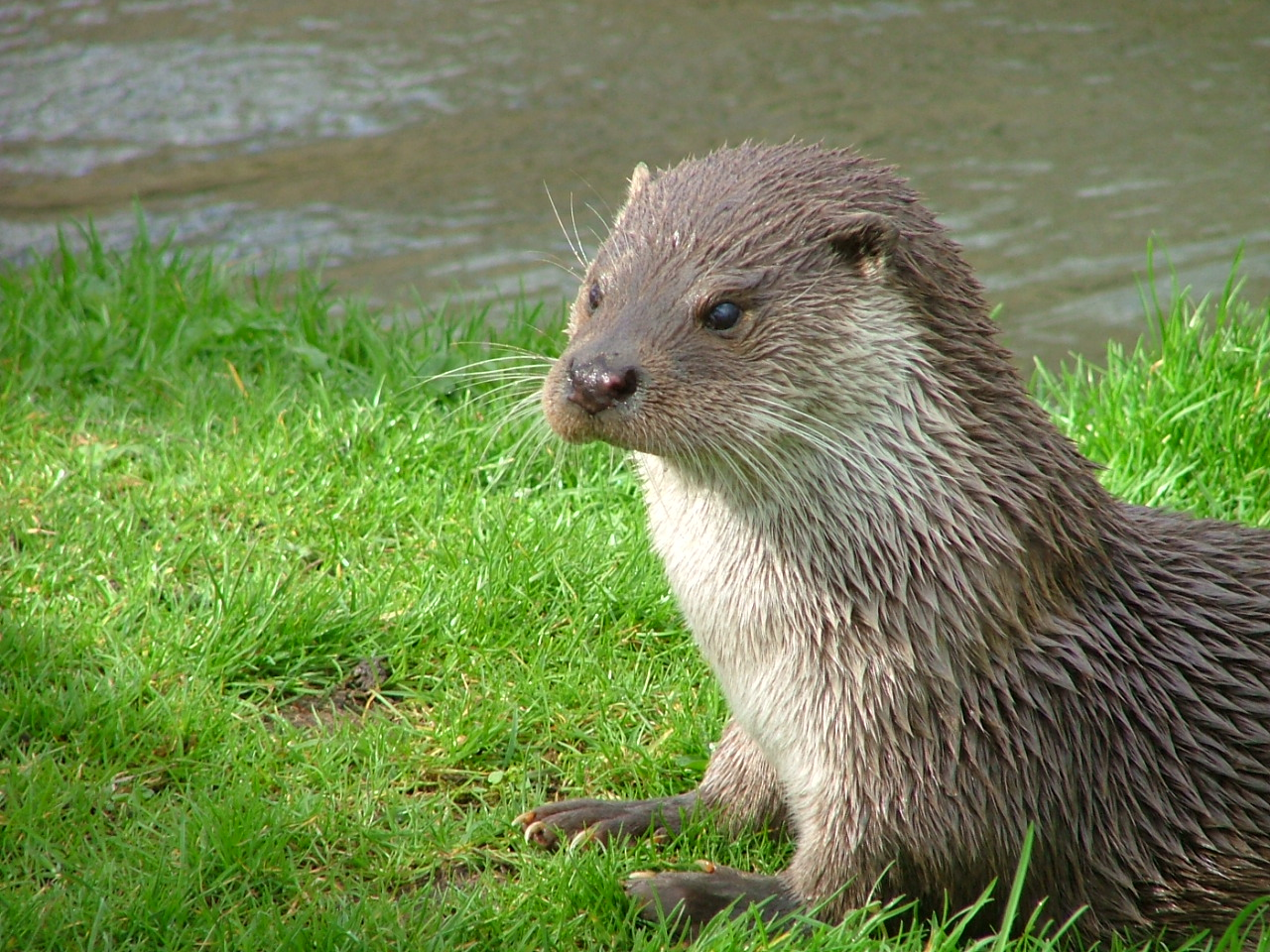
Vydra říční, žijící i v Česku, patří do kategorie téměř ohrožený druh

- cykas japonský – druh cykasu, který je i v ČR běžně v prodeji
- chocholatka žlutobřichá
- nártoun filipínský
- sněženka podsněžník
- tuňák žlutoploutvý
- žralok hedvábný
- žralok Perezův